# 张利镇
张利镇（：／ Jang Ri-jin；日语：〔〕／ Chō Richin；1917年10月28日—？）是來自朝鲜半岛的男子篮球运动员及教練，曾代表日本参加1936年夏季奥林匹克运动会篮球比赛，代表大韓民國参加1948年夏季奥林匹克运动会篮球比赛。

## 經歷
張利鎮在日治朝鮮平安南道平壤府出生，曾活躍於延禧專門學校（現延世大学）籃球部。1936年，張利鎮作為全日本錦標賽朝鮮代表（延禧專門学校）參賽，獲得優勝。張利鎮在1936年柏林奧運會作為日本代表團選手參賽。當時日本代表包含張利鎮在內有3名朝鮮籃球選手參賽，其他兩人同樣在全日本錦標賽獲得優勝，為李性求（延禧專門学校校友）與廉殷鉉（延禧專門学校学生）。日本代表在21国中列第8位。張利鎮從延禧專門学校畢業後升入立教大学經濟学部，1941年畢業。
張利鎮在1948年倫敦奧運會代表大韓民國參賽，1954年亞洲錦標賽亦有參賽。張利鎮加入海軍陸戰隊後在海軍陸戰隊設立籃球隊，透過僱用及培養民間有實力的選手為公務員，主導大韓民國籃球。1955年，張利鎮執教的海軍陸戰隊籃球隊戰勝了訪韓的美國大学選拔隊。張利鎮的軍階最終升至中校。張利鎮在1960年擔任韓国商業銀行女子籃球隊教練，1964年擔任第一銀行女子籃球隊教練，1967年擔任第5屆世界女子籃球錦標賽大韓民國隊教練，該隊獲得銀牌。張利鎮在1969年左右退出籃球界，1974年向《中央日報》投稿，表達對大韓民國籃球界低迷與組織營運問題等的意見。張利鎮後來移民國外，不過移民年份不詳。